# エドガー・クレー
エドガー・クレー（Edgar Cree, 1914年9月2日 - 2002年4月21日）は、イギリス出身の指揮者。
シェフィールドの生まれ。ケンブリッジのキングス・カレッジでオルガンを学び、ロンドン王立音楽大学でレイフ・ヴォーン・ウィリアムズやコンスタント・ランバートらの薫陶を受けた。第二次世界大戦中はイギリス空軍のパイロットを務め、南アフリカを訪問する。1946年に南アフリカ放送協会の交響楽団の常任指揮者に就任し、1974年までその任を全うした。1975年にはネイトル大学から博士号を授与されている。
ダーバンにて死去。